# Nippean Bat
Nippean Bat  fut souverain de l'Empire khmer de 1340 à 1346.
Nippean Bat ou « Nirvana Pada» était le fils aîné de Neay Trasac Paem Chay. Selon les Chroniques Royales il succède à son père et pendant son règne de 6 ans l'Empire khmer à la suite de la révolte des Thaïs semble avoir perdu toutes ses dépendances siamoises.
Il a pour successeur son frère cadet Sithean Reachea.

## Postérité
Le roi Nippean Bat laisse trois fils:
- Lampong Reachea
- Soriyoteï Ier
- prince Sukha Dhara Pada père de Sri Surya Varman Ier roi du Cambodge de 1359 à 1366 selon certaines versions des Chroniques Royales.

## Sources
- Achille Dauphin-Meunier, Histoire du Cambodge, Que sais-je ? N° 916, P.U.F 1968.
- Anthony Stokvis, Manuel d'histoire, de généalogie et de chronologie de tous les États du globe, depuis les temps les plus reculés jusqu'à nos jours, préf. H. F. Wijnman, Israël, 1966, Chapitre XIV §.9 « Kambodge » p.337 et  tableau généalogique n°34  p.338.
- (en) & (de) Peter Truhart, Regents of Nations, K.G Saur Münich, 1984-1988  (ISBN 359810491X), Art. « Kampuchea », p. 1731.